# Cymatocarpus pilosissimus
Cymatocarpus pilosissimus är en korsblommig växtart som först beskrevs av Ernst Rudolf von Trautvetter, och fick sitt nu gällande namn av Otto Eugen Schulz. Cymatocarpus pilosissimus ingår i släktet Cymatocarpus, och familjen korsblommiga växter. Inga underarter finns listade i Catalogue of Life.